# David Luiz
David Luiz Moreira Marinho (Diadema, Sāo Paulo, 22 de abril de 1987) es un futbolista brasileño que juega como defensa en el Pafos F. C. de la Primera División de Chipre.

## Trayectoria

### E. C. Vitória
David se unió al Vitória a los 14 años de edad, luego de haber sido liberado por el São Paulo. En el Vitória comenzó a jugar en la posición de centrocampista defensivo, aunque David estuvo a punto de abandonar el club debido a que no rindió de manera satisfactoria en dicha posición. Sin embargo, fue cambiado a la posición de defensa central, posición en la que se adaptó muy bien. Su debut con el Vitória fue en 2005 y llamó la atención luego de haber tenido un muy buen desempeño ante el Santa Cruz en la Copa de Brasil de 2006.
Luego de disputar sus primeros dos encuentros del Campeonato Brasileño de Serie C ese año, David sufrió de una lesión y tuvo que perderse el tercer encuentro de la temporada, en el que su equipo empató a 3-3 con el Coruripe. David logró recuperarse a tiempo para disputar el siguiente encuentro y acumuló 5 partidos de forma consecutiva antes de sufrir otra lesión, perdiéndose otro partido. Luego de su regreso, en la victoria de su equipo por 3-1 sobre el Ferroviário, David fue castigado con su tercera tarjeta amarilla de la temporada, perdiéndose el siguiente encuentro ante el Confiança. Al regresar, David acumuló 9 encuentros disputados de forma consecutiva y anotó su único gol en la liga en la victoria por 2-0 sobre el Porto. Cuando David tuvo que ausentarse de nueva cuenta debido a una lesión, su equipo fue derrotado 3-1 ante el mismísimo Ferroviário. En la victoria por 2-0 sobre el Treze, David fue nuevamente suspendido, ausentándose en la derrota por 2-1 ante el Ipatinga. De los últimos 9 encuentros de la temporada, David logró disputar 8, ayudando a su equipo a quedar en el segundo lugar de la tabla, logrando el ascenso a la Serie B.
Luego de haber disputado unos cuantos partidos con el Vitória en el Campeonato Baiano, David fue cedido al SL Benfica de Portugal el 31 de enero de 2007.

### Benfica
David se unió al Benfica como reemplazo de Ricardo Rocha, quien se marchó al Tottenham Hotspur de Inglaterra. Su debut con el Benfica no fue sino hasta marzo en la Copa de la UEFA ante el París Saint-Germain en el Parque de los Príncipes, en donde David tuvo una mala presentación.
Sin embargo, en el siguiente encuentro y a pesar de que no tuvo una buena participación ante el equipo francés, David logró hacer su debut en la liga ante el U. D. Leiria. Rápidamente David fue ganándose la titularidad e hizo que el Benfica hiciera válida la opción de compra. David disputó los últimos nueve partidos de liga esa temporada y los últimos tres del campeonato europeo.
En la temporada 2007-08, luego de haber disputado dos partidos en agosto —uno a nivel local y otro de clasificación para la Liga de Campeones de la UEFA—, David se lesionó durante una sesión de entrenamiento el 22 de agosto, dejándolo fuera de actividad hasta noviembre. Luego de recuperarse, David solamente pudo disputar siete partidos de liga y dos de Liga de Campeones antes de sufrir otra lesión durante un encuentro ante el Vitória SC a finales de enero de 2008, la cual lo dejó fuera de actividad durante el resto de la temporada —aunque fue llamado a la banca para un partido de Copa de Portugal y para un partido de Copa de la UEFA a principios de febrero—. David logró recuperarse completamente de su lesión en agosto de 2008. Su regreso, sin embargo, se produjo hasta noviembre, en un partido de copa, en donde fue suplente. Después de jugar su primer partido de liga, en su próximo partido —el cual era de Copa de la UEFA—, David anotó su primer gol, aunque su equipo fue derrotado por 5-1 ante el Olympiacos FC. Luego de dos encuentros de liga, uno de copa y otro de Copa de la UEFA, David se sentó en el banquillo de suplentes durante los dos siguientes partidos de liga, ante el CD Nacional —el cual acabó en un empate a 0-0— y ante el CD Trofense —el cual fue una derrota por 2-0—, aunque el Benfica seguía posicionado en el primer lugar de la tabla. Al regresar a la titularidad, David disputó todos los encuentros siguientes, salvo dos enfrentamientos, uno de Copa de la Liga de Portugal al que no fue llamado, y otro de liga debido a una lesión que sufrió en el encuentro anterior.
La temporada 2009-10 vio la consagración de David en el Benfica. De 51 encuentros, David disputó 49. Los dos partidos que se perdió fueron por suspensión, los cuales fueron uno de UEFA Europa League y otro de liga. Benfica fue campeón de liga esa temporada por primera vez en 5 años, y David fue elegido el Mejor Jugador de toda la temporada. Dicho galardón llamó la atención de los clubes más importantes de Europa, tales como el Real Madrid, el Manchester United y el Chelsea FC, al que le rechazaron una oferta. El rechazo de dicha oferta provocó el disgusto de David, quien decidió no renovar su contrato con el Benfica meses después. Para la temporada 2010-11, David continuó destacando en el Benfica, hasta que el Chelsea regresó con una nueva oferta. Las negociaciones duraron unos días, pero el traspaso no se concretó. Después de unas largas negociaciones que duraron semanas, el 31 de enero de 2011, el Chelsea oficializó la contratación de David por 30 millones de euros, firmando un contrato de 5 años y medio. Como parte de la negociación, el centrocampista del Chelsea Nemanja Matić, quien en ese momento se encontraba cedido en el SBV Vitesse de los Países Bajos, se uniría al Benfica cuando su préstamo con el Vitesse expirase. Con la intención de mostrar su gratitud al club y a los aficionados, David escribió una carta a los pocos días de haber dejado al club:

"El Benfica entra en nuestros corazones y nunca más sale. Yo llevé, llevo y llevaré al Benfica por siempre en mi corazón. (...) No fui, aprendí a ser y soy un eterno benfiquista; ¡Gracias a todos desde el fondo de mi corazón!"
Carta de David Luiz.

### Primera etapa en Chelsea
El Chelsea F. C. se hizo con los servicios de David Luiz el 1 de febrero de 2011 por 25 millones de €, en contraste con el Benfica, en donde utilizaba el dorsal #23, se le asignó a David el dorsal #4, el cual estaba vacante desde de la salida del francés Claude Makélélé en 2008. Su debut con el Chelsea en la Premier League fue el 6 de febrero de 2011 ante el Liverpool F. C., luego de haber entrado de cambio al minuto 72 por José Bosingwa. En ese encuentro, el Liverpool se impuso por 1-0. 

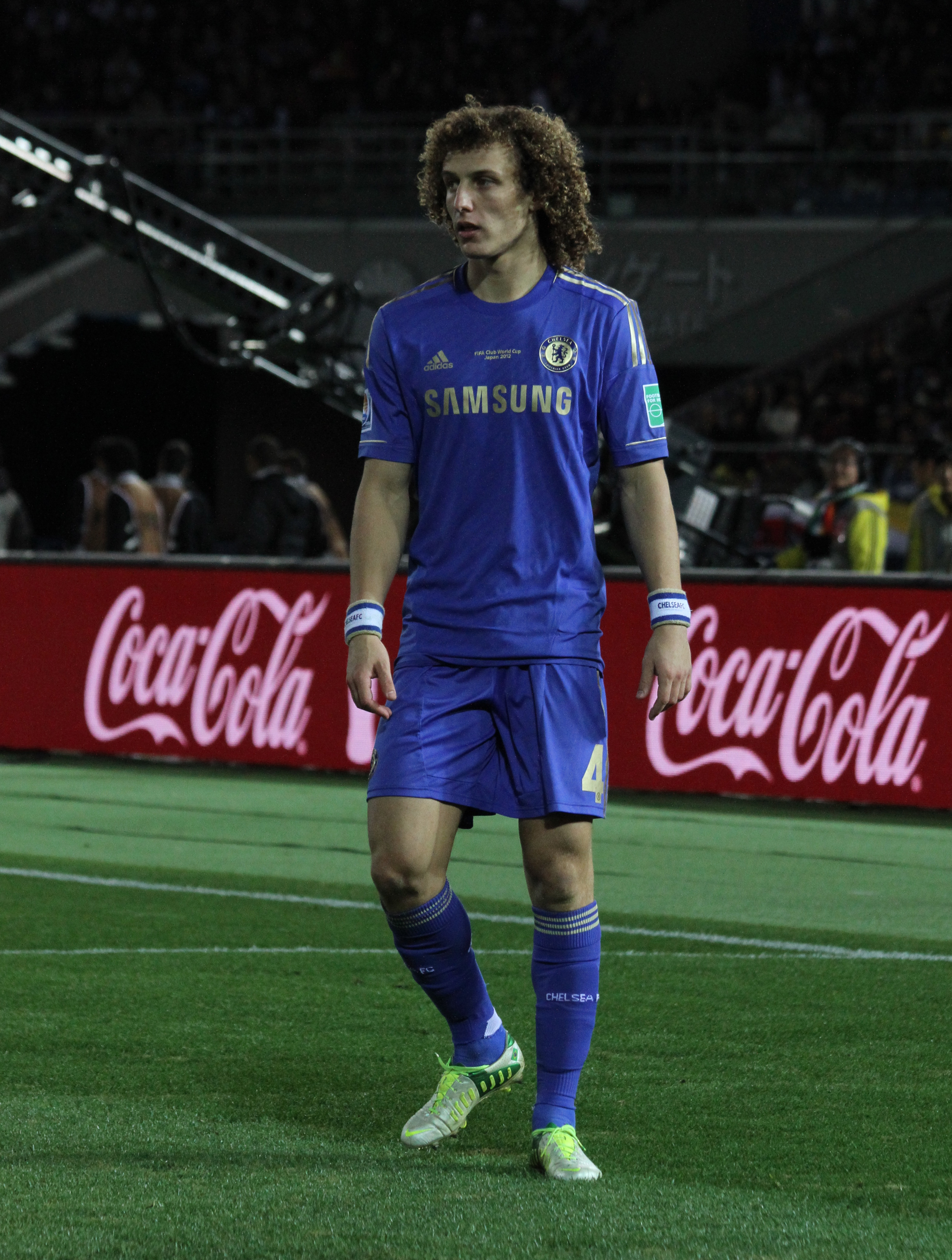
David Luiz en la final de la Copa Mundial de Clubes de la FIFA 2012.

 Su debut como titular fue en el siguiente encuentro ante el Fulham F. C., en donde David fue elegido el Jugador del Partido, a pesar de haber provocado un penal en el último minuto, el cual fue atajado por Petr Čech, salvando el empate a 0-0. Su primer gol con el Chelsea sería en el siguiente encuentro de liga ante el Manchester United, en donde anotó el gol que le daba el empate a los «blues» por 1-1. Al final, el Chelsea se impuso por 2-1. En dicho encuentro y a pesar de que fue criticado por una falta que cometió sobre Wayne Rooney, David tuvo una participación destacada y recibió elogios por parte de tabloides ingleses, tales como The Sun, en donde lo consideraron "la mejor compra" del Chelsea. Su segundo gol sería el 20 de marzo de 2011, ahora ante el Manchester City, ante el cual anotó el primer gol del Chelsea en la victoria por 2-0, convirtiéndose por tercera vez consecutiva en el Jugador del Partido.

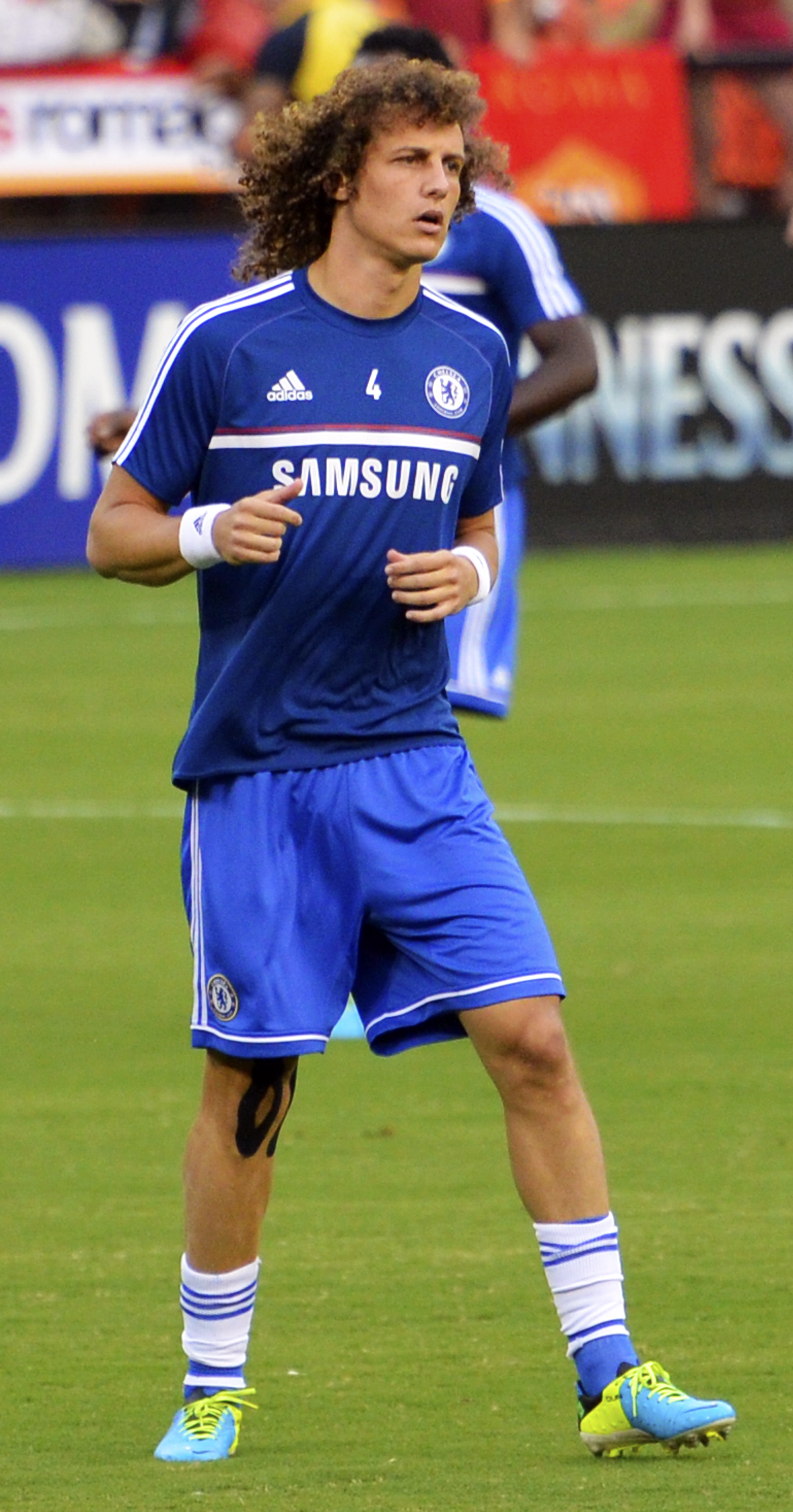
David Luiz en un partido amistoso contra la A. S. Roma el 10 de agosto de 2013.

Con solo unos cuantos partidos luego de haber sido contratado, David rápidamente se ganó la admiración de los aficionados, convirtiéndose en uno de sus jugadores favoritos. También fue elegido como el Mejor Jugador del Mes de Marzo, siendo apenas el tercer brasileño en recibir dicho galardón.

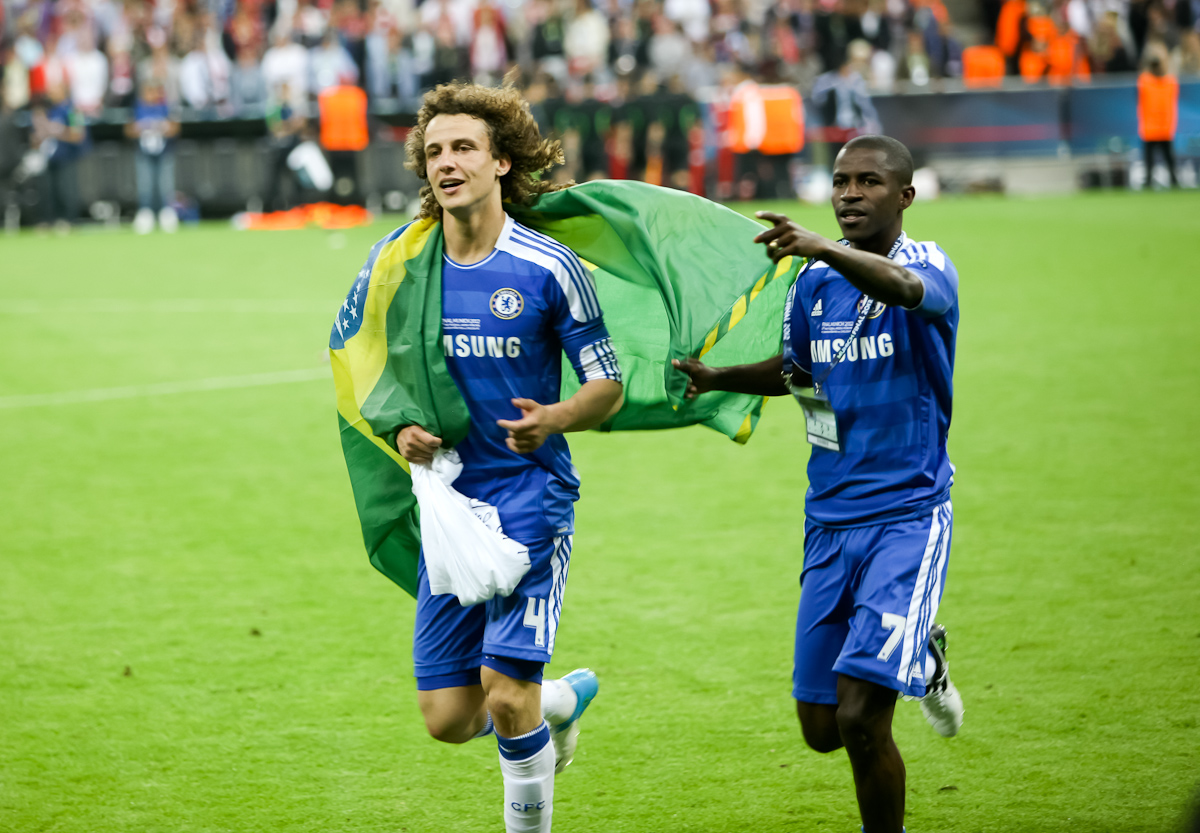
David Luiz con Ramires en la final de la UEFA 2012.

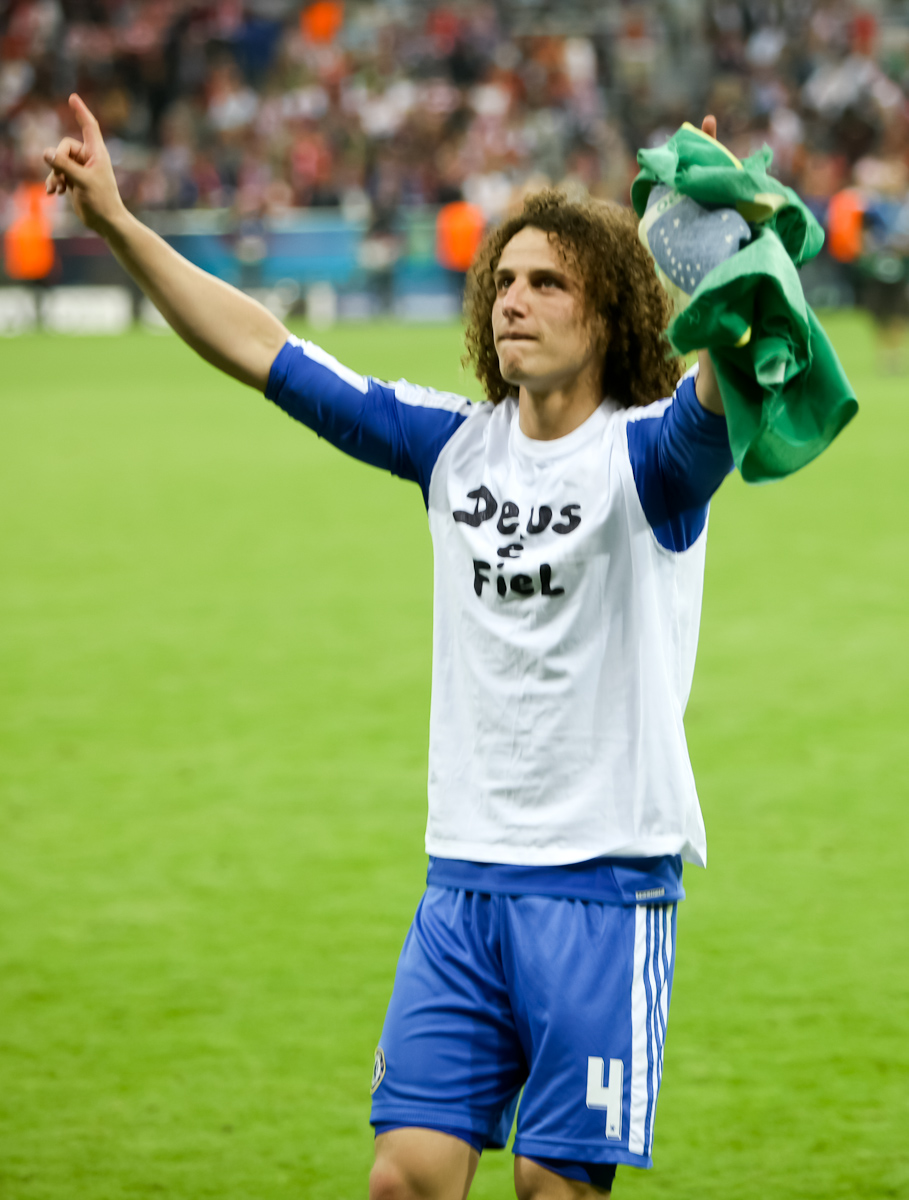
David Luiz con una camiseta que dice "Deus é fiel" ("Dios es fiel") después de ganar la Liga de Campeones.

La siguiente temporada, David se ausentó los tres primeros encuentros de liga debido a que sufrió tendinitis durante la pretemporada a principios de agosto. En el cuarto encuentro ante el Sunderland A. F. C., David estuvo presente en la banca, aunque no vio minutos de acción. Su regreso a las canchas sería en un encuentro frente al Bayer Leverkusen en la Liga de Campeones luego de poco más de un mes después de haberse lesionado, en donde marcó el primer gol del Chelsea en la victoria por 2-0. Una semana después, David haría su debut en la Football League Cup en la victoria por 4-3 en penales sobre el Fulham F. C., disputando todo el encuentro.
El 5 de febrero de 2012, en un partido en casa de liga contra el Manchester United F. C. en Stamford Bridge, Luiz puso por delante 3-0 en el minuto 50 después de que su cabezazo fue desviado por Rio Ferdinand, después de un córner lanzado por Juan Mata. El partido terminó con un empate 3-3. El día 25, a través de un tiro curvado, convirtió un gol que abrió el marcador contra el Bolton Wanderers F. C. (3-0, en casa), cuando el Chelsea se encontraba en uno de sus peores momentos dentro de 10 años.
El 14 de marzo, el Chelsea en los octavos de final en la Liga de Campeones de la UEFA ante el S. S. C. Napoli, tras una pérdida de 1-3 en el Stadio San Paolo, Luiz hizo una gran actuación para ayudar a su equipo a ganar la eliminatoria con un 4-1 , siendo posteriormente elegido por la UEFA como el "Hombre del partido", título que también obtuvo en el primer partido contra el Benfica por los cuartos de final de la competición europea. Sin embargo, después de salir de las semifinales de la FA Cup tuvo una lesión muscular, se anunció que Luiz se perdería las semifinales de la Champions, encuentros jugados contra el equipo español y defensor del título Barcelona.
El 22 de septiembre de 2012, a pocas semanas de iniciada la temporada 2012/13 de la Premier League, David Luiz renovó su contrato con el Chelsea por 5 años.
En diciembre de 2012, disputó la Copa Mundial de Clubes de la FIFA 2012 en la que él y su equipo lograron alcanzar la final ante el Corinthians Brasileño, pero perdieron por 1 a 0. David Luiz fue nombrado Balón de Plata de la competición.
Después de anunciarse su traspaso al París Saint-Germain, Luiz publicó a través de su página de Facebook, una carta de despedida al Chelsea y a su afición.

"¡Gracias Chelsea por estos tres años y medio que fueron maravillosos! No solo gané títulos pues también fueron amistades que siempre estarán en la memoria."

"¡Agradezco a los dirigentes, atletas y fanes por todo el apoyo! Me voy triste amigos, pero me siento feliz de llegar a otro gran club y a una ciudad que siempre me ha fascinado."

"Una nueva etapa, nuevos retos, y de seguro que juntos vamos a llegar aún más lejos ¡Hola París!"
Carta de David Luiz.

### París Saint-Germain

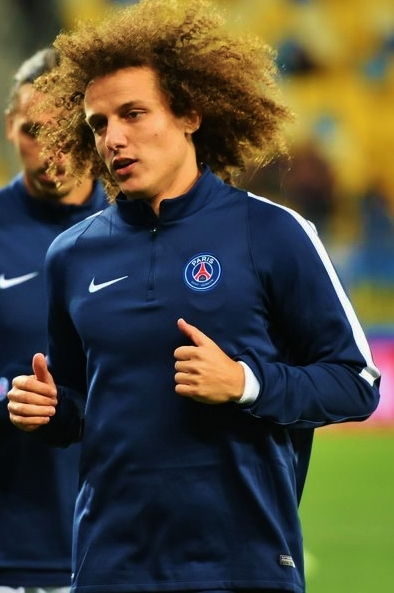

El 23 de mayo de 2014, la web del Chelsea, anunció oficialmente la venta de Luiz al París Saint-Germain por 50 millones de euros. El 13 de junio, se anunció oficialmente la contratación de Luiz con el París Saint-Germain por cinco temporadas.
El 2 de agosto, David Luiz empezó su estadía en Francia ganado la Supercopa de Francia tras vencer el París en la final al En Avant de Guingamp por 2-0. 
El 30 de septiembre, Luiz marcó su primer gol con el PSG, fue a los 10 minutos en un tiro libre pateado por su compatriota Lucas Moura que caería en los pies de Luiz que este último contraloría para anotar el 1-0, en un partido contra Barcelona que terminó 3-2 a favor los parisinos, por la fase de grupos de la Liga de Campeones en el Parque de los Príncipes. 
El 18 de enero de 2015, Luiz marcó por primera vez en la Ligue 1, fue durante el minuto 30 en un tiro de esquina pateado por Thiago Motta que David Luiz anotaría de cabeza el 1-1, en un partido ante Évian que terminó con victoria 4-2 en el Parque de los Príncipes. 
Luego ganó la Copa de la Liga de Francia después de que el París venciera en la final al Bastia por 4-0, en los Octavos de final de la Liga de Campeones, Luiz se encontró con su ex equipo, el Chelsea, en una llave en donde parisinos y londinenses empataron 1-1 en el Parque de los Príncipes y 2-2 en Stamford Bridge el PSG ganaría por Gol de visitante tras un empate en el global 3-3, en cuartos caerían eliminados frente al F. C. Barcelona tras caer 1-3 en casa y 2-0 en el Camp Nou, con un contundente global de 1-5 en favor de los cules, poco después ganarón la Ligue 1 con ocho puntos de ventaja sobre el subcampeón que fue el Olympique de Lyon, después ganaron la Copa de Francia luego de ganarle al A. J. Auxerre por 0-1, al final de la temporada David Luiz jugó 45 partidos y marcó 5 goles. 
Después ganó la Supercopa de Francia 2015, la Copa de la Liga de Francia 2015-16, la Ligue 1 2015-16, la Copa de Francia de 2015-16 y la Supercopa de Francia 2016, antes de su regreso al Chelsea.

### Regreso a Londres
Después de jugar en el Paris Saint Germain, en 2016 regresó a la disciplina del Chelsea. Su fichaje costó alrededor de 40 millones de euros, convirtiéndolo en uno de los fichajes más caros en la defensa, en aquel momento.
El 8 de agosto de 2019 se hizo oficial su traspaso al Arsenal F. C. Abandonó el club tras dos temporadas una vez expiró su contrato.

### Vuelta a Brasil
El 11 de septiembre de 2021 se hizo oficial su vuelta al fútbol brasileño tras firmar con el C. R. Flamengo hasta diciembre de 2022.
La nueva directiva del club decidió que no se renovaría su contrato que finalizaba el 31 de diciembre. Por tanto, puso fin a su etapa en el club tras tres temporadas y media. Llegó al Flamengo a finales de 2021 y disputó 132 partidos con el club: 75 victorias, 28 empates y 29 derrotas. Marcó cuatro goles y dio dos asistencias. Además, ganó una Libertadores, dos Copas de Brasil y una Carioca.
El 20 de enero de 2025 fichó por el Fortaleza E. C. hasta finales de 2026 con opción a un año adicional. Sin embargo, el siguiente 1 de agosto llegó a un acuerdo para rescindir su contrato después de haber participado en diecisiete encuentros desde su llegada.

### Tramo final de carrera
Dos días después de dejar Fortaleza E. C., se anunció su regreso a Europa para jugar en el Pafos F. C. hasta 2027.

## Selección nacional

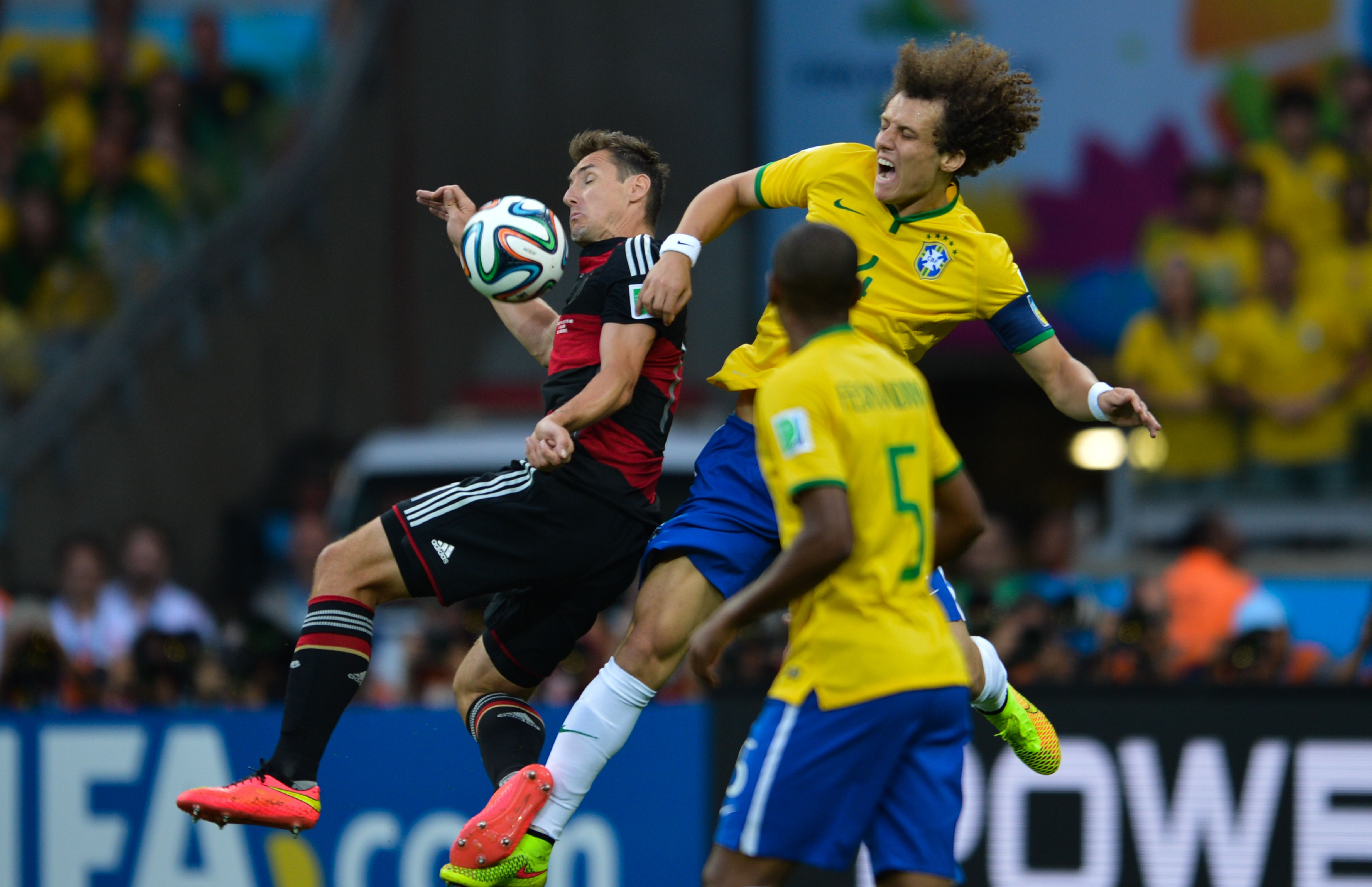
David Luiz (al centro) condujo una defensa que fue incapaz de impedir a los alemanes marcar cuatro goles en seis minutos (Mineirazo).

David fue convocado a la selección de Brasil sub-20 para disputar la Copa Mundial de Fútbol Sub-20 de 2007. Luego de haber sido titular en los dos primeros encuentros, David fue suspendido luego de propinar un codazo en la victoria de Brasil por 3-2 sobre Corea del Sur, perdiéndose el resto de la competencia.

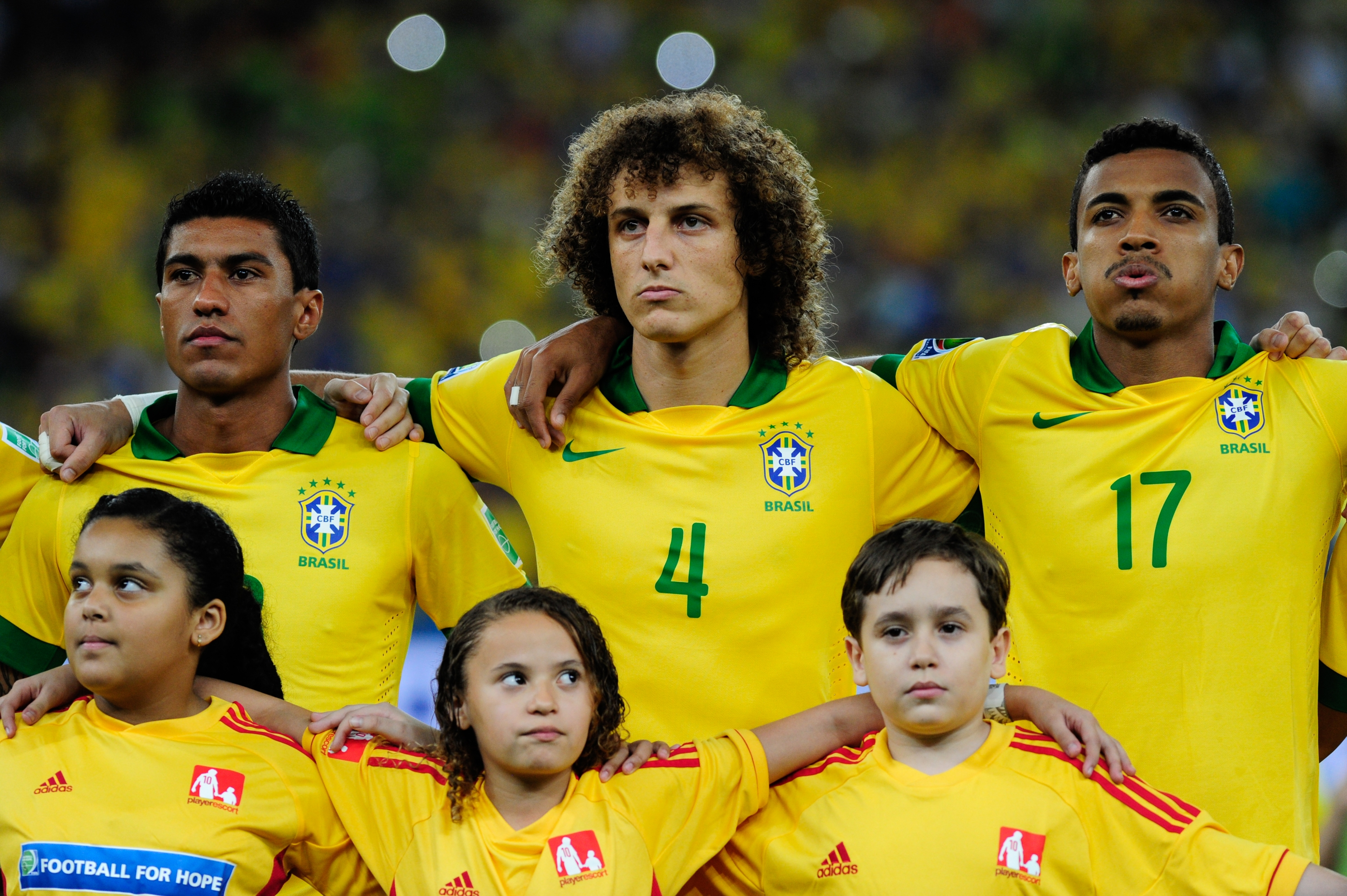
David Luiz en la Copa Confederaciones 2013.

Fue convocado por primera vez a la selección de fútbol de Brasil en 2010, gracias a Mano Menezes. Siendo compañero habitual de Thiago Silva en la defensa, David sigue siendo convocado en 2011. En junio de ese mismo año, David fue confirmado para defender a la «verdeamarela» en una competición internacional por primera vez en su carrera, siendo llamado a la Copa América 2011, pero no hizo ni una sola aparición en el torneo debido a una lesión.
En un amistoso con México en octubre de 2011, Luiz anotó un gol en propia puerta, pero la selección brasileña ganó finalmente 2-1. Luiz también es el segundo capitán de la selección brasileña.
El 24 de abril de 2014, el entrenador de la selección brasileña, Luiz Felipe Scolari, indicó que David Luiz estaría entre los 23 jugadores que representaría a Brasil en la Copa Mundial de Fútbol de 2014. Su inclusión fue ratificada el 7 de mayo de 2014 cuando Scolari publicó la lista final jugadores.
Fue convocado a la Copa América 2015 por el nuevo entrenador de la Verdeamarela, Dunga, quien ya dirigió a Luiz en 2010. En el torneo, Brasil fue ubicado en el Grupo C junto a Colombia, Perú y Venezuela donde Brasil quedó líder del grupo con 6 puntos, tras haber derrotado a Perú y Venezuela, ambos por 2-1 y haber perdido ante Colombia por 1-0. David Luiz solo jugó ante Perú de titular los 90 minutos, y ante Venezuela, entrando en el minuto 67 por Philippe Coutinho. No jugó ante Paraguay en cuartos de final, siendo reemplazado por Thiago Silva. Brasil perdió en penales por 4-3 tras haber empatado a 1 en los 90 minutos.
Luego volvió a ser convocado, en las clasificatorias para la Copa Mundial de 2018, ante Chile y Venezuela, en octubre de 2015. El primer partido jugó de titular, pero se lesionó al minuto 37 y fue reemplazado por Marquinhos. Ante Venezuela no jugó, ni siquiera estuvo considerado, por su lesión. En noviembre volvería a ser convocado para las Clasificatorias ante Argentina y Perú. Ante Argentina, fue amonestado en el minuto 87 por tirarle la mano en la cara a Paulo Dybala y un minuto después fue expulsado por agredir a Lucas Biglia ya en el suelo. Pero aun así, fue convocado en la siguiente doble fecha ante Uruguay y Paraguay. Luiz jugaría ante Uruguay de titular donde, Brasil iba ganando 2-0, sin embargo Uruguay empataría a 2 con goles de Edinson Cavani y Luis Suárez, donde en ambos goles, Luiz se mostró impreciso en la marca. Fue amonestado en el minuto 82 siendo suspendido para el partido ante Paraguay. En ese partido, Brasil nuevamente empató 2-2.

### Participaciones en Copas del Mundo
| Mundial                        | Sede   | Resultado        | Partidos | Goles |
| ------------------------------ | ------ | ---------------- | -------- | ----- |
| Copa Mundial Sub-20 de 2007    | Canadá | Octavos de final | 3        | 0     |
| Copa Mundial de Fútbol de 2014 | Brasil | Cuarto lugar     | 7        | 2     |

### Participaciones en Copas América
| Torneo            | Sede      | Resultado        | Partidos | Goles |
| ----------------- | --------- | ---------------- | -------- | ----- |
| Copa América 2011 | Argentina | Cuartos de final | 0        | 0     |
| Copa América 2015 | Chile     | Cuartos de final | 2        | 0     |

## Estadísticas

### Clubes
Actualizado al último partido jugado el 13 de junio de 2025.
| Club | Div.          | Temporada     | Liga  | Liga  | Estatales(1) | Estatales(1) | Copas nacionales(2) | Copas nacionales(2) | Torneos internacionales(3) | Torneos internacionales(3) | Total | Total |
| Club | Div.          | Temporada     | Part. | Goles | Part.        | Goles        | Part.               | Goles               | Part.                      | Goles                      | Part. | Goles |
| --- | ------------- | ------------- | ----- | ----- | ------------ | ------------ | ------------------- | ------------------- | -------------------------- | -------------------------- | ----- | ----- |
| E. C. Vitória · Brasil | 3.ª           | 2006          | 26    | 1     | 25           | 1            | 2                   | 0                   | ―                          | ―                          | 53    | 2     |
| E. C. Vitória · Brasil | 2.ª           | 2007          | 0     | 0     | 2            | 0            | ―                   | ―                   | ―                          | ―                          | 2     | 0     |
| E. C. Vitória · Brasil | Total club    | Total club    | 26    | 1     | 27           | 1            | 2                   | 0                   | 0                          | 0                          | 55    | 2     |
| S. L. Benfica Portugal | 1.ª           | 2006-07       | 10    | 0     | ―            | ―            | 0                   | 0                   | 4                          | 0                          | 14    | 0     |
| S. L. Benfica Portugal | 1.ª           | 2007-08       | 8     | 0     | ―            | ―            | 1                   | 0                   | 4                          | 0                          | 13    | 0     |
| S. L. Benfica Portugal | 1.ª           | 2008-09       | 19    | 2     | ―            | ―            | 6                   | 0                   | 2                          | 1                          | 27    | 3     |
| S. L. Benfica Portugal | 1.ª           | 2009-10       | 29    | 2     | ―            | ―            | 7                   | 1                   | 13                         | 0                          | 49    | 3     |
| S. L. Benfica Portugal | 1.ª           | 2010-11       | 16    | 0     | ―            | ―            | 6                   | 0                   | 6                          | 0                          | 28    | 0     |
| S. L. Benfica Portugal | Total club    | Total club    | 82    | 4     | 0            | 0            | 20                  | 1                   | 29                         | 1                          | 131   | 6     |
| Chelsea F. C. Inglaterra | 1.ª           | 2010-11       | 12    | 2     | ―            | ―            | 0                   | 0                   | ―                          | ―                          | 12    | 2     |
| Chelsea F. C. Inglaterra | 1.ª           | 2011-12       | 20    | 2     | ―            | ―            | 9                   | 0                   | 11                         | 1                          | 40    | 3     |
| Chelsea F. C. Inglaterra | 1.ª           | 2012-13       | 30    | 2     | ―            | ―            | 11                  | 1                   | 16                         | 4                          | 57    | 7     |
| Chelsea F. C. Inglaterra | 1.ª           | 2013-14       | 19    | 0     | ―            | ―            | 6                   | 0                   | 9                          | 0                          | 34    | 0     |
| París Saint-Germain Francia | 1.ª           | 2014-15       | 28    | 2     | ―            | ―            | 7                   | 1                   | 10                         | 2                          | 45    | 5     |
| París Saint-Germain Francia | 1.ª           | 2015-16       | 25    | 1     | ―            | ―            | 8                   | 1                   | 7                          | 1                          | 40    | 3     |
| París Saint-Germain Francia | 1.ª           | 2016-17       | 3     | 0     | ―            | ―            | 1                   | 0                   | ―                          | ―                          | 4     | 0     |
| París Saint-Germain Francia | Total club    | Total club    | 56    | 3     | 0            | 0            | 16                  | 2                   | 17                         | 3                          | 89    | 8     |
| Chelsea F. C. Inglaterra | 1.ª           | 2016-17       | 33    | 1     | ―            | ―            | 5                   | 0                   | ―                          | ―                          | 38    | 1     |
| Chelsea F. C. Inglaterra | 1.ª           | 2017-18       | 10    | 1     | ―            | ―            | 3                   | 0                   | 4                          | 1                          | 17    | 2     |
| Chelsea F. C. Inglaterra | 1.ª           | 2018-19       | 36    | 3     | ―            | ―            | 8                   | 0                   | 6                          | 0                          | 50    | 3     |
| Chelsea F. C. Inglaterra | Total club    | Total club    | 160   | 11    | 0            | 0            | 42                  | 1                   | 46                         | 6                          | 248   | 18    |
| Arsenal F. C. Inglaterra | 1.ª           | 2019-20       | 33    | 2     | ―            | ―            | 5                   | 0                   | 5                          | 0                          | 43    | 2     |
| Arsenal F. C. Inglaterra | 1.ª           | 2020-21       | 20    | 1     | ―            | ―            | 3                   | 0                   | 7                          | 1                          | 30    | 2     |
| Arsenal F. C. Inglaterra | Total club    | Total club    | 53    | 3     | 0            | 0            | 8                   | 0                   | 12                         | 1                          | 73    | 4     |
| C. R. Flamengo · Brasil | 1.ª           | 2021          | 7     | 0     | —            | —            | 0                   | 0                   | 3                          | 0                          | 10    | 0     |
| C. R. Flamengo · Brasil | 1.ª           | 2022          | 19    | 0     | 10           | 0            | 8                   | 0                   | 10                         | 0                          | 47    | 0     |
| C. R. Flamengo · Brasil | 1.ª           | 2023          | 15    | 1     | 8            | 0            | 6                   | 0                   | 10                         | 0                          | 39    | 1     |
| C. R. Flamengo · Brasil | 1.ª           | 2024          | 23    | 3     | 4            | 0            | 3                   | 0                   | 6                          | 0                          | 36    | 3     |
| C. R. Flamengo · Brasil | Total club    | Total club    | 64    | 4     | 22           | 0            | 17                  | 0                   | 29                         | 0                          | 132   | 4     |
| Fortaleza E. C. · Brasil | 1.ª           | 2025          | 7     | 0     | 4            | 0            | 2                   | 0                   | 4                          | 0                          | 17    | 0     |
| Fortaleza E. C. · Brasil | Total club    | Total club    | 7     | 0     | 4            | 0            | 2                   | 0                   | 4                          | 0                          | 17    | 0     |
| Pafos F. C. Chipre | 1.ª           | 2025-26       | 0     | 0     | ―            | ―            | 0                   | 0                   | 0                          | 0                          | 0     | 0     |
| Pafos F. C. Chipre | Total club    | Total club    | 0     | 0     | 0            | 0            | 0                   | 0                   | 0                          | 0                          | 0     | 0     |
| Total carrera | Total carrera | Total carrera | 448   | 26    | 53           | 1            | 107                 | 4                   | 137                        | 11                         | 745   | 42    |
| (1) Incluye datos de Campeonato Baiano, Campeonato Carioca, Campeonato Cearense y Copa do Nordeste. (2) Incluye datos de Copa de Brasil, Supercopa de Brasil, Copa de Portugal, Copa de la Liga de Portugal, Supercopa de Portugal, FA Cup, Copa de la Liga de Inglaterra, Community Shield, Copa de Francia, Copa de la Liga de Francia y Supercopa de Francia. (3)Incluye datos de Liga Europa de la UEFA, Liga de Campeones de la UEFA, Supercopa de Europa, Copa Mundial de Clubes de la FIFA, Copa Libertadores de América y Recopa Sudamericana. |               |               |       |       |              |              |                     |                     |                            |                            |       |       |

### Selección nacional
Actualizado al último partido jugado el 13 de junio de 2017.
| Selección | Año   | Amistosos | Amistosos | Copa América | Copa América | Mundial | Mundial | Eliminatorias | Eliminatorias | Copa Confederaciones | Copa Confederaciones | Total | Total |
| Selección | Año   | Part.     | Goles     | Part.        | Goles        | Part.   | Goles   | Part.         | Goles         | Part.                | Goles                | Part. | Goles |
| --------- | ----- | --------- | --------- | ------------ | ------------ | ------- | ------- | ------------- | ------------- | -------------------- | -------------------- | ----- | ----- |
| Brasil    | 2010  | 4         | 0         | -            | -            | -       | -       | -             | -             | -                    | -                    | 4     | 0     |
| Brasil    | 2011  | 6         | 0         | -            | -            | -       | -       | -             | -             | -                    | -                    | 6     | 0     |
| Brasil    | 2012  | 7         | 0         | -            | -            | -       | -       | -             | -             | -                    | -                    | 7     | 0     |
| Brasil    | 2013  | 11        | 0         | -            | -            | -       | -       | -             | -             | 5                    | 0                    | 16    | 0     |
| Brasil    | 2014  | 7         | 1         | -            | -            | 7       | 2       | -             | -             | -                    | -                    | 14    | 3     |
| Brasil    | 2015  | 4         | 0         | 2            | 0            | -       | -       | 3             | 0             | -                    | -                    | 8     | 0     |
| Brasil    | 2016  | 0         | 0         | -            | -            | -       | -       | 1             | 0             | -                    | -                    | 1     | 0     |
| Brasil    | 2017  | 1         | 0         | -            | -            | -       | -       | -             | -             | -                    | -                    | 1     | 0     |
| Total     | Total | 39        | 1         | 2            | 0            | 7       | 2       | 4             | 0             | 5                    | 0                    | 57    | 3     |

## Palmarés

### Títulos regionales
| Título             | Club           | Estado         | Año  |
| ------------------ | -------------- | -------------- | ---- |
| Campeonato Baiano  | E. C. Vitória  | Bahía          | 2005 |
| Campeonato Carioca | C. R. Flamengo | Río de Janeiro | 2024 |

### Títulos nacionales
| Título                      | Club                      | País       | Año  |
| --------------------------- | ------------------------- | ---------- | ---- |
| Copa de la Liga de Portugal | S. L. Benfica             | Portugal   | 2009 |
| Copa de la Liga de Portugal | S. L. Benfica             | Portugal   | 2010 |
| Primeira Liga               | S. L. Benfica             | Portugal   | 2010 |
| FA Cup                      | Chelsea F. C.             | Inglaterra | 2012 |
| Supercopa de Francia        | París Saint-Germain F. C. | Francia    | 2014 |
| Copa de la Liga de Francia  | París Saint-Germain F. C. | Francia    | 2015 |
| Ligue 1                     | París Saint-Germain F. C. | Francia    | 2015 |
| Copa de Francia             | París Saint-Germain F. C. | Francia    | 2015 |
| Supercopa de Francia        | París Saint-Germain F. C. | Francia    | 2015 |
| Ligue 1                     | París Saint-Germain F. C. | Francia    | 2016 |
| Copa de la Liga de Francia  | París Saint-Germain F. C. | Francia    | 2016 |
| Copa de Francia             | París Saint-Germain F. C. | Francia    | 2016 |
| Supercopa de Francia        | París Saint-Germain F. C. | Francia    | 2016 |
| Premier League              | Chelsea F. C.             | Inglaterra | 2017 |
| FA Cup                      | Chelsea F. C.             | Inglaterra | 2018 |
| FA Cup                      | Arsenal F. C.             | Inglaterra | 2020 |
| Community Shield            | Arsenal F. C.             | Inglaterra | 2020 |
| Copa de Brasil              | C. R. Flamengo            | Brasil     | 2022 |
| Copa de Brasil              | C. R. Flamengo            | Brasil     | 2024 |

### Títulos internacionales
| Título                       | Club (*)       | Sede      | Año  |
| ---------------------------- | -------------- | --------- | ---- |
| Liga de Campeones de la UEFA | Chelsea F. C.  | Múnich    | 2012 |
| Liga Europa de la UEFA       | Chelsea F. C.  | Ámsterdam | 2013 |
| Copa Confederaciones         | Brasil         | Brasil    | 2013 |
| Liga Europa de la UEFA       | Chelsea F. C.  | Bakú      | 2019 |
| Copa Libertadores de América | C. R. Flamengo | Guayaquil | 2022 |

(*) Incluyendo la selección.

### Distinciones individuales
| Distinción                                  | Año                  |
| ------------------------------------------- | -------------------- |
| Mejor jugador de la Primeira Liga           | 2010                 |
| Balón de Plata de la Copa Mundial de Clubes | 2012[cita requerida] |
| XI Mundial FIFA/FIFPro                      | 2014                 |
| Equipo Ideal de América                     | 2022                 |

## Vida privada
Siendo hijo de Regina Célia y de Ladislau Marinho, David se fue de su casa a los 14 años de edad para probar suerte en el fútbol baiano. En su ciudad natal, David estudió en el Centro Educativo SESI y también participó en el «Programa Atleta do Futuro».

Es también conocido por su fe cristiana, y considera a Kaká como su ejemplo a seguir.
Está en pareja con la portuguesa Sara Madeira desde 2011.